# Oulad Ghziyel
Oulad Ghziyel (en àrab أولاد غزيل, Ūlād Ḡzīyāl; en amazic ⵡⵍⴰⴷ ⵖⵣⵢⵢⵍ) és una comuna rural de la província de Jerada, a la regió de L'Oriental, al Marroc. Segons el cens de 2014 tenia una població total de 7.522 persones.